# Giochi universitari europei
I giochi universitari europei (European Universities Games - EUG) sono eventi multisportivi internazionali organizzati biennalmente per gli atleti universitari dall'European University Sports Association (EUSA). La prima edizione si è tenuta nel 2012 a Cordova, in Spagna. 

## Edizioni
| Anno | Giochi | Città ospitante              | Periodo              | Nazioni | Atleti | Rif   |
| ---- | ------ | ---------------------------- | -------------------- | ------- | ------ | ----- |
| 2012 | 1      | Cordova, Spagna              | 13–23 luglio         | 32      | 2583   | [ 1 ] |
| 2014 | 2      | Rotterdam, Paesi Bassi       | 24 luglio – 8 agosto | 34      | 2830   | [ 2 ] |
| 2016 | 3      | Zagabria e Fiume, Croazia    | 12–25 luglio         | 41      | 4786   | [ 3 ] |
| 2018 | 4      | Coimbra, Portogallo          | 15–28 luglio         | 38      | 4027   | [ 4 ] |
| 2021 | 5      | Belgrado, Serbia             | 14–27 luglio         |         |        | [ 5 ] |
| 2022 | 6      | Łódź, Polonia                |                      |         |        | [ 6 ] |
| 2024 | 7      | Debrecen e Miskolc, Ungheria |                      |         |        | [ 7 ] |

## Eventi sportivi
- Arrampicata
- Badminton
- Beach handball
- Beach volley
- Bridge
- Calcio
- Calcio a 5
- Canottaggio
- Golf
- Judo
- Karate
- Kickboxing
- Nuoto
- Orienteering
- Pallacanestro
- Pallacanestro 3x3
- Pallamano
- Pallanuoto
- Pallavolo
- Rugby
- Scacchi
- Taekwondo
- Tennis tavolo
- Tennis